# 佐世保市立愛宕中学校
佐世保市立愛宕中学校（させぼしりつ あたごちゅうがっこう）は、長崎県佐世保市赤崎町にある公立の中学校。

## 概要
歴史
学制改革が行われた1947年（昭和22年）に新制中学校として開校。2017年（平成29年）に創立70周年を迎える。
校区
住所表記で佐世保市の後に「小島町、赤崎町、立神町、鹿子前町（一部）、船越町、下船越町、庵浦町、俵ヶ浦町、野崎町」が続く地域。小学校区は佐世保市立赤崎小学校、佐世保市立船越小学校
校訓
「自主・敬愛・奉仕」
校章
2本のペンの絵を合わせたものを背景にして中央に「中」の文字を置いている。
校歌
1951年（昭和26年）制定。作詞は田原末義、作曲は藤岡博夫による。歌詞は3番まであり、3番に校名の「愛宕中学」が登場する。

## 沿革
- 1947年（昭和22年）
  - 4月1日 - 学制改革（六・三制の実施）により「佐世保市立愛宕中学校」（現校名）が開校。
    - 当初、佐世保市立琴平小学校[1]、佐世保市立赤崎小学校、佐世保市立船越小学校の3校に分散して設置される。

  - 4月16日 - 開校式を挙行。
  - 5月12日 - 赤崎小学校と船越小学校にて授業を開始。
  - 6月24日 - 赤崎・船越2校に分散していた生徒を統合校舎に収容。この日を創立記念日とする。
- 1948年（昭和23年）4月1日 - 琴平小学校に設置されていた中学校が佐世保市立光海中学校として分離。
- 1949年（昭和24年）5月 - 育友会が発足。
- 1951年（昭和26年）3月 - 校歌を制定。
- 1967年（昭和42年）4月 - 鉄筋コンクリート造新校舎が完成。
- 1974年（昭和49年）8月 - プールが完成。
- 1975年（昭和50年）3月 - 体育館が完成。
- 1989年（平成元年）3月 - 安全の碑を建立。
- 1990年（平成2年）8月 - 海軍工廠工員養成所碑を建立。
- 1992年（平成4年）12月 - 校訓碑を建立。
- 2004年（平成16年）3月31日 - 併設されていた佐世保市立愛宕幼稚園が閉園。
- 2006年（平成18年）4月1日 - 2学期制を開始。
- 2010年（平成22年）11月 - 校舎の耐震工事を完了。
- 2013年（平成25年）
  - 6月 - 新プールが完成。
  - 9月 - 完全給食を開始。
- 2014年（平成26年）5月 - 新体育館が完成。
- 2016年（平成28年）4月1日 - 佐世保市立野崎中学校を統合。

## 交通アクセス
最寄りのバス停
- 西肥バス（させぼバスが担当）「愛宕中学校入口」バス停

最寄りの幹線道路
- 長崎県道149号俵ヶ浦日野線

## 周辺
- 佐世保赤崎郵便局
- 赤崎青い実幼児園
- 愛宕神社
- SSK